# Matthias Glasner

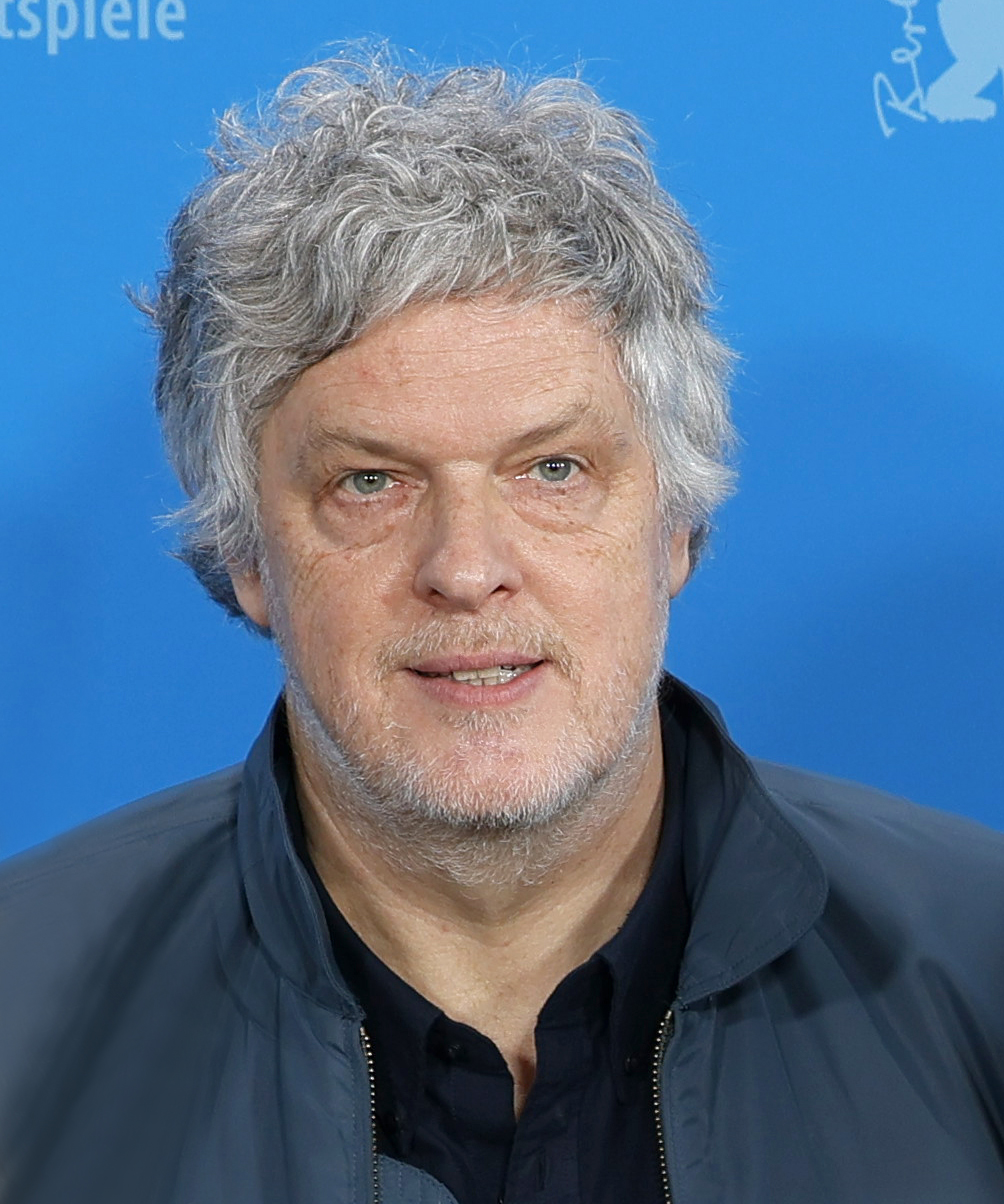
Matthias Glasner (2024)

Matthias Glasner (* 20. Januar 1965 in Hamburg) ist ein deutscher Filmregisseur, Autor, Darsteller, Filmproduzent und Musiker.

## Leben
Matthias Glasner gründete 1996 mit seinem Freund, dem Schauspieler Jürgen Vogel, die Schwarzweiss Filmproduktion. Vogel war im gleichen Jahr auch der Hauptdarsteller des ersten Kinofilms der neuen Firma Sexy Sadie. Vogel spielte in diesem Film einen Serienmörder, der im Gefängnis erfährt, dass er an einem tödlichen Gehirntumor leidet und aus dem Gefängnis ausbricht. Glasner schrieb das Drehbuch und führte Regie.
Nach einigen Fernsehregiearbeiten drehte er (nach Die Mediocren, 1995 und Sexy Sadie, 1996) 2000 seinen dritten Kinofilm Fandango – Members Only. Hier spielten Nicolette Krebitz und Moritz Bleibtreu die Hauptrollen. 2006 wurde er für seinen vierten Kinofilm Der freie Wille mit Hauptdarsteller Jürgen Vogel auf der Berlinale 2006 mit dem Preis der Gilde deutscher Filmkunsttheater ausgezeichnet.
Glasner inszenierte die ersten beiden Episoden (Auf schmalem Grat und Unversöhnlich) der Krimireihe KDD – Kriminaldauerdienst, die 2007 im ZDF Premiere hatte. Die Rolle des Han übernahm Jürgen Vogel.
2012 erhielt Glasner für Gnade seine zweite Einladung in den Wettbewerb der Berlinale. Der Film erzählt von einem deutschen Paar (gespielt von Birgit Minichmayr und Jürgen Vogel), das nach Norwegen auswandert und dort mit der Frage der Schuld an einem Verkehrsunfall konfrontiert wird. Die Möglichkeit der Vergebung, die der Film in den Raum stellt, habe er als schöne Vision empfunden, sagte Glasner zu seinen Motiven für Gnade.
Im Jahr 2024 erhielt er für sein Drehbuch zum Spielfilm Sterben den Silbernen Bären der 74. Berlinale. Im selben Jahr wurde das Familiendrama mit Corinna Harfouch, Lars Eidinger und Lilith Stangenberg in den Hauptrollen für neun Deutsche Filmpreise nominiert. Glasner selbst fand in den Kategorien Spielfilm, Regie und Drehbuch Berücksichtigung.
Glasner ist Mitglied der Deutschen Filmakademie.

## Filmografie (Auswahl)
- 1987: Requiem
- 1990: Schicksal und Zufall
- 1995: Die Mediocren
- 1996: Sexy Sadie
- 1998: Fandango – Members Only
- 2000: Schimanski muss leiden
- 2001: 99 Euro Films – 8. Episode
- 2001: Das Staatsgeheimnis
- 2002: Tatort: Flashback (Fernsehreihe)
- 2003: Die fremde Frau
- 2004: Blond: Eva Blond! – Wie das Leben so spielt
- 2005: Mathilde liebt (Drehbuch; Regie: Wolfram Paulus)
- 2006: Der freie Wille
- 2006: Blond: Eva Blond! – Der sechste Sinn
- 2007: Eine gute Mutter/Das Geheimnis der falschen Mutter
- 2009: This Is Love
- 2010: Die kommenden Tage (Produzent; Regie Lars Kraume)
- 2011: Die Stunde des Wolfes, ZDF, Arte
- 2012: Gnade
- 2012: Tatort: Die Ballade von Cenk und Valerie
- 2015: Blochin – Die Lebenden und die Toten (TV-Miniserie)
- 2017: Landgericht – Geschichte einer Familie
- 2018: Polizeiruf 110: Demokratie stirbt in Finsternis
- 2020: Das Boot (Fernsehserie, 4 Folgen)
- 2024: Sterben